# Высоцкая культура
Высо́цкая культу́ра — археологическая культура периода, переходного от бронзового к раннему железному веку (XI—VII вв. до н. э.). Занимала ограниченную территорию в верховьях Западного Буга и верхних притоков Припяти — непосредственно к западу от родственной белогрудовско-чернолесской культуры. Ареал соответствует Тернопольской и частично Львовской области современной Украины. Пришла на смену комаровской культуре и просуществовала до начала скифского времени.
Название происходит от могильника, исследованного в 1895 году Исидором Шараневичем возле села Высоцко Бродовского района Львовской области. Изучением памятников высоцкой культуры занимались также М. Грушевский, Т. Сулимирский, Л. Крушельницкая, Н. Бандровский.

## Поселения
Были открыты посёлки на приречных дюнах и над заводями. Жильём служили небольшие четырёхугольные землянки. В Репневском поселении во Львовской области в землянке были обнаружены остатки небольшой сводовой печи, сделанной на прутовом каркасе. В поселении Почап Золочевского района были найдены обломки каких-то литейных форм.

## Могильники
С конца 1890-х годов особенно известными стали могильники Высоцкий и Луговский в селе Чехи Львовской области. В первом из них исследовано 300 захоронений, а всего их в этом могильнике должно быть около 1000. Погружённый в почву, без внешних признаков могильник располагается на холме, среди заболоченной местности. Могильные ямы шли рядами по линии восток-северо-восток — запад-юго-запад, то есть почти широтно.
У ям не сохранилось следов каких-либо перекрытий. Останки людей лежат чаще вытянутыми на спине, головой на юг. В виде редких исключений встречается скорченное положение скелетов на боку. Из общего количества открытых захоронений трупоположения составляют до 90 %, около 10 % — полные трупосожжения. В немногочисленных случаях кремации пепел похороненного по большей части клали прямо в могилу. Значительно реже применялись урны. Достаточно часто встречаются парные захоронения, где обычно были одновременно похоронены мужчина и женщина. Руки их иногда бывают сложены вместе, а в некоторых случаях умершие как бы лежат в объятиях друг друга. Вероятно, применялось умертвление женщин (ср. сати), что свидетельствует об особенном положении мужчин в высоцкой семье. Бывают немногочисленные семейные захоронения, когда в одной яме были похоронены вместе несколько взрослых и детей.
В Красненском кургане были обнаружены трупоположения с западной и восточной ориентацией головы похороненных. В наличии насыпи и в ориентации захоронений чувствуется скифское влияние.
В инвентаре больше всего известны сосуды, в том числе урны. Возможно, что миниатюрные сосудики, находимые довольно часто, служили для каких-то ритуальных целей. Реже находят бронзовые или железные украшения, мелкие орудия труда или оружие. Среди предметов известны также каменные орудия, иногда очень оригинальных форм. В захоронениях нет мечей или кинжалов.

## Оружие
Один раз в Высоцком могильнике встречен железный наконечник копья с пером лавролистной формы. Внизу пера, по сторонам ребра, есть по небольшому отверстию. Ближайшей аналогией могут служить два наконечника копий из захоронения чернолесской культуры в с. Бутенки Полтавской области, которая хорошо датируется 710—690 годами до нашей эры.
Какую-то роль играли лук и стрелы. В раннее время единичные бронзовые двулопастные наконечники с длинной втулкой. Встречаются и кремнёвые наконечники с хорошей ретушью, их еще достаточно много.
В более поздних захоронениях, в частности Высоцкого могильника, неоднократно встречены скифские бронзовые наконечники стрел, иногда трёхлопастные, временами с дополнительным шипом. Все они датируются периодом не позже 600—500 годов до нашей эры.
Люди, принадлежавшие высоцкой культуре еще достаточно широко использовали камень. Сверленные клинообразные топоры, шаровидные булавы, цилиндроподобные, отлично ошлифованные молотки применяли в рукопашном столкновении.

## Орудия труда
В мужских захоронениях встречаются также железные и бронзовые орудия труда. Известна небольшая наковальня, плоский железный топорик с боковыми выступлениями (впрочем, она могла, как это было у скифов, служить теслом и даже мотыгой), бронзовые вытянутые кельты, втульчатые литые долота. Ножи из железа со слегка выгнутой спинкой и узким её черешком достаточно близко напоминают чернолесские. Среди них есть ножи со слегка поднятым острием гальштатского типа. Перечисленный инструментарий указывает на литейное и кузнечное дело, а также на значительное развитие деревообрабатывающего мастерства. Найдены бронзовые серпы с пластинчатым черешком и кремнёвые серпы в виде выгнутых ножей. Вместе с единичными зернотерками только они и позволяют судить о земледелии. О применении плуга сведений нет.

## Украшения
Украшения носили не только женщины, но и мужчины, потому что некоторые виды их встречаются в мужских захоронениях. К их числу в первую очередь относятся гривны и нагрудные булавки для зашпиливания плащей. Из головных украшений известны гладкие незамкнутые височные кольца в виде очень неполной спирали с коническими шишечками на концах, а также обычные гвоздевидные раннего скифского типа с широкой шляпкой и тонким спиральным стерженьком. Гривны были либо массивными, либо дутыми. Первые на обоих концах имеют петельки для завязок. Эти петельки представляют или просто завиток из тонких концов обруча, или трубочки из раскованных в треугольную пластинку концов. Есть ребристые гривны из четырехгранного крученного провода. Другие гривны ромбические в поперечнике и гладкие. Дутые гривны не имеют никаких ушкек, толстые, всплошную покрытые достаточно сложным нарезным орнаментом, который состоит из поперечных и продольных линий, зигзагов и др. К гривнам и другим украшениям нередко подвешены бронзовые кольца с четырьмя выступами, иногда в виде сквозных кружочков. Привески из бронзовой пластинки имеют временами форму трапеции, закатанной сверху в ушко, к тому же украшенной пунктирным орнаментом. Эти привески применяли и в ряде других случаев. Браслеты делали из бронзы и железа. Одни из них были сплошными. Другие имели незамкнутые, находящими друг на друга или плотно сведенные концы. Браслеты или гладкие, или покрыты поперечными насечками, или украшены овальными выпуклостями. Изредка встречаются спиральные браслеты в 4 — 5 витков. Они, как и некоторые незамкнуты браслеты, сделанные из пластинок. Нагрудные булавки менее разнообразных, но в целом общих для разных одновременных культур форм. Известны булавки с одновитковой головкой, иногда из реберчатым крученным верхом стержня, из гвоздевидной и конической головкой, с головкой в виде большой плоской односторонней спирали и, наконец, с утолщением или четырьмя выпуклостями немного ниже головки. Последний тип — самый ранний, он заимствован из венгерского гальштата или из культуры Ноа. Рядом с нагрудной булавкой не очень обычные, но всё-таки изредка встречаются очковые спиральные фибулы. Присмотревшись к украшениям, нетрудно увидеть, что гривны и браслеты при значительном подобии с гальштатскими и лужицкими в некоторых деталях и орнаментике оригинальные; привески своеобразные, хотя трапециеподобные частично напоминают гальштатские, но по способу прикрепления больше подобны чернолесским. Набор булавок в известной мере подобен и лужицким, и из чернолесским, и скифским. Булавки с большой спиральной головкой ближе всего к лужицким аналогам. В целом украшения этого достаточно бедной культуры связана с соседними культурами.

## Керамика
Керамика высоцкой культуры — грубая, лощеная, часть её имеет ребро, расположенное всегда ближе к дну. Эти сосуды представлены в основном двумя формами: либо с широким прямым устьем, или с заметно отогнутым краем. У сосудов обоих типов очень небольшое донышко. Изредка такие сосуды оснащены одной ручкой. Среди них есть достаточно много миниатюрных. В распространении в высоцкой культуре этих форм сосудов отражается значительная доля лужицкого влияния, как это видят польские археологи. Вместе с тем у высоцких племён совсем не было в ходу банковых горшков лужицких типов. Зато «тюльпаноподобные» сосуды, то есть горшки с наибольшим расширением возле середины и с раструбом веночка при едва-едва намеченной шейке, ближе всего белогрудовско-чернолесской форме.
Миски просто расширяются кверху, не имея по большей части бортиков. Грубые или подлощеные, они не повторяют лужицких. Другие из них имеют отверстия в дне и служили дуршлагами. Встречаются типы мисок раннескифского времени с загнутым вовнутрь краем.
Чашки, или как их нередко зовут «черпаки», обычно полусферические, иногда слегка сужаются в шейке и имеют ленточную ручку. Эта форма наследует больше всего чернолесскую. Иногда среди сосудов попадаются грушеобразные лощёные, черноватые или бурые, другие с коническими выступлениями на плечиках. Эти сосуды вполне точно совпадают из чернолесскими и раннескифскими в лесостепи. Собственно говоря, соединения из мисок, чашек и грушеобразных сосудов в тех или других вариантах — общий признак гальштатских, лужицких, чернолесских и раннескифских по времени лесостепных комплексов посуды. Как дополнительные формы встречаются небольшие сосуды с двумя-тремя горлышками, сосуды в виде птиц на высокой ножке, ритоны с ручкой и остродонные кубки. Эти две последние формы существуют и в раннескифское время в днестровско-днепровском культурном кругу.